# Simpsons halvö
Simpsons halvö är en halvö i Kanada.   Den ligger i territoriet Nunavut, i den nordöstra delen av landet, 2 700 km norr om huvudstaden Ottawa.
Trakten runt Simpsons halvö består i huvudsak av gräsmarker. Trakten runt Simpsons halvö är nära nog obefolkad, med mindre än två invånare per kvadratkilometer.
Halvön har fått sitt namn efter George Simpson.